# Fenchuganj
Fenchuganj è un sottodistretto (upazila) del Bangladesh situato nel distretto di Sylhet, divisione di Sylhet. Si estende su una superficie di 114,48 km² e conta una popolazione di 138.881 abitanti (dato censimento 1991).